# Ruskie Piaski (gmina)
Ruskie Piaski (od 1874 Nielisz) – dawna gmina wiejska istniejąca w XIX wieku w guberni lubelskiej. Siedzibą władz gminy były Ruskie Piaski.
Za Królestwa Polskiego gmina Ruskie Piaski należała do powiatu zamojskiego w guberni lubelskiej.
Gmina została zniesiona w 1874 roku przez przemianowanie na gmina Nielisz.